# Острво Елис
Острво Елис (енгл. Ellis Island) се налази у Њујоркшкој луци и представља симбол уласка у САД милиона имиграната са краја 19. века па све до половине 20. века. Значајно је проширено у периоду од 1982. године до 1954. године. Острво је 1965. године постало део Националног споменика Кип слободе, а од 1990. године овде се налази музеј имиграције. 